# Christen Thomesen Sehested
För andra betydelser, se Christen Thomesen Sehested (olika betydelser).

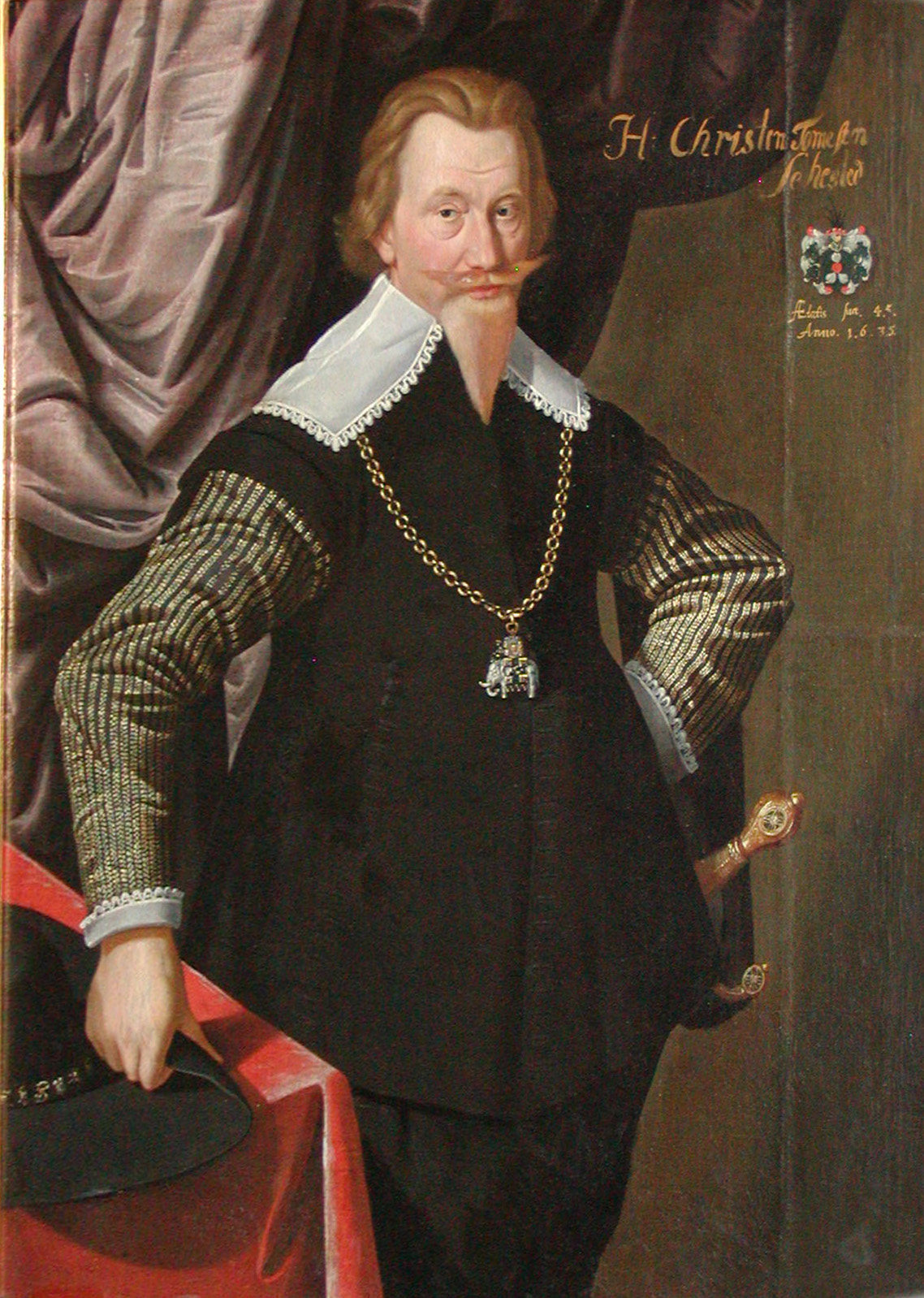
Christen Thomesen Sehested.

Christen Thomesen (Sehested), född den 13 februari 1590, död den 5 augusti 1657, var en dansk statsman, 
brorson till Steen Maltesen Sehested.
Christen Thomesen, som lika litet som farbrodern kallade sig Sehested, var 1617-27 hovmästare hos prins Kristian. Han avgick 1625 i beskickning till Gustav II Adolf och blev samma år riksråd, 1630 rikets och 1640 kungens kansler. Han hade viktig andel i Kristian IV:s lagsamling, recessen 1643, och i fredsslutet 1645, höll sig tillbaka under Kristian IV:s kamp mot adeln, men gillade 1651 Hannibal Sehesteds och Corfitz Ulfelds fall, utan att dock medverka därtill.